# Renato Vallanzasca
Renato Vallanzasca Costantini, comunemente noto come Renato Vallanzasca (Milano, 4 maggio 1950), è un criminale italiano.
Considerato uno dei più efferati criminali italiani, si è reso autore di numerose rapine a mano armata con omicidi e sequestri di persona, è stato condannato complessivamente a quattro ergastoli e 295 anni di reclusione e ha trascorso 52 anni in carcere.
È noto anche per le numerose rivolte carcerarie e rocambolesche evasioni di cui si è reso protagonista durante gli anni di detenzione.

## Biografia

### La giovinezza: la formazione della banda della Comasina
Nasce a Milano il 4 maggio 1950, figlio di Maria Vallanzasca Costantini e del pisano Osvaldo Pistoia; gli viene assegnato il cognome materno in quanto il padre lo ha avuto da una relazione extraconiugale, essendo sposato con un'altra donna dalla quale aveva avuto tre figli, ed all'epoca le leggi in vigore impediscono agli uomini coniugati che avevano figli al di fuori del matrimonio di riconoscerli ed assegnare loro il proprio cognome. Il padre negli anni '30 era emigrato a Torino, andando a lavorare alla Fiat: lì aveva perso due dita in un incidente sul lavoro ed a quel punto si era spostato a Milano, trovando occupazione ai mercati generali.
A soli otto anni, con il fratello e un'amica, che più di cinquant'anni dopo diverrà sua moglie, Renato cerca di far uscire dalle gabbie gli animali di un circo che aveva piantato il tendone proprio nelle vicinanze di casa sua. Il giorno successivo viene prelevato direttamente dalla polizia mentre sta giocando a pallone con gli amici e portato al carcere minorile Cesare Beccaria. La vicenda gli costa l'affidamento forzato a casa della signora Rosa, la prima moglie del padre, che Vallanzasca chiama "zia", in via degli Apuli, nel quartiere del Giambellino, alla periferia sud-ovest di Milano, praticamente nella parte opposta della città rispetto alla casa della madre, alla Comasina. Nel 1965 frequenta la scuola della professoressa Enrica Tosi in via Ponchielli (nei pressi della stazione Centrale), iscrivendosi al biennio di ragioneria e ritornando a vivere dalla madre.
È però fin dai tempi del Giambellino che forma la sua prima combriccola di piccoli delinquenti, costituita da ragazzini dediti a furti e taccheggi. Nonostante la giovanissima età, Vallanzasca si comporta già come un bandito esperto, tanto che comincia a farsi un nome anche negli ambienti della ligéra, la vecchia piccola criminalità milanese, con la quale inizia precocemente ad intrattenere rapporti. In breve tempo, però, sentendosi andare strette le regole della malavita vecchio stampo, decide di iniziare a delinquere autonomamente e di formare una propria banda.
La banda della Comasina diviene uno dei più potenti e feroci gruppi criminali presente a Milano in quegli anni, contrapponendosi a una gang altrettanto famosa nel medesimo periodo, la banda di Francis Turatello.

### Gli anni '70: le rapine, l'arresto, la prima evasione, i sequestri di persona e gli omicidi

Arresto di Roberto Vallanzasca, fratello minore di Renato, per mano del maresciallo F. Oscuri (sulla destra, nato a San Ferdinando di Puglia), 29 febbraio 1972

In poco tempo, grazie ai furti e alle rapine, Vallanzasca accumula ingenti ricchezze, che gli consentono di iniziare a condurre e ad ostentare un tenore di vita molto sfarzoso: vestiti firmati, orologi d'oro, automobili di lusso, bella vita e belle donne. È anche un ragazzo dotato di un aspetto particolarmente attraente, con un bel viso dagli occhi cerulei, e per questo viene soprannominato "Il bel René", nomignolo (in realtà da lui detestato) con il quale sarà noto per tutta la vita. La prima interruzione nella sua carriera da bandito avviene il 29 febbraio 1972, quando, dopo due rapine a supermercati il 15 gennaio e il 14 febbraio (giorno di San Valentino, da cui il nome di «banda di San Valentino»), viene arrestato insieme al fratello minore Roberto e ad altri complici dagli uomini della squadra mobile di Milano, all'epoca diretta da Achille Serra e dal maresciallo Ferdinando Oscuri. Lo stesso anno gli era nato un figlio, Massimiliano.
Condannato a dieci anni di reclusione, Renato Vallanzasca viene inizialmente incarcerato a San Vittore, trascorrendo i successivi quattro anni e mezzo di prigionia con un unico intento: trovare un modo per evadere. Durante questo periodo si rende responsabile di vari tentativi di fuga falliti (in particolare, quando riesce ad uscire dal carcere di San Vittore, infiltrandosi tra i detenuti in permesso di semi-libertá; verrà fermato dopo qualche minuto all'esterno dello stesso carcere, da De Giulio Mauro, Capo pattuglia della volante Magenta che stava transitando in quel momento nei pressi del penitenziario, allertata dalla sala operativa della Questura di Milano); il bel René, oltre a rendersi protagonista di risse e di pestaggi, partecipa attivamente a diverse sommosse di detenuti, che durante questi anni, spesso agitano l'ambiente carcerario italiano, fino alla clamorosa evasione del 28 aprile del 1980. A seguito di ogni pestaggio, rivolta o tentativo di evasione, viene deciso il suo trasferimento dall'istituto di pena in cui si trova: tutto ciò lo vede cambiare trentasei penitenziari, fino a che non escogita il modo per contrarre volontariamente l'epatite, iniettandosi urine per via endovenosa, ingerendo uova marce e inalando gas propano, con l'intento di essere conseguentemente ricoverato in ospedale. Da lì, grazie ad una vigilanza meno stretta e con l'aiuto di un poliziotto compiacente, nel 1976 riesce nel suo intento di evadere. Il 23 ottobre dello stesso anno viene ucciso, al casello autostradale di Montecatini, l'appuntato Bruno Lucchesi. Vallanzasca, nonostante un paio di persone si siano auto-accusate del delitto, viene successivamente condannato per l'omicidio al processo tenutosi presso la Corte d'assise di Firenze.
Durante la sua latitanza, Vallanzasca riesce a ricostituire la sua banda rendendosi responsabile di episodi come l’assalto armato al carcere di Lodi, facendo evadere Angelo Colia, il 2 ottobre 1976. Con la banda mette a segno una settantina di rapine a mano armata che lasciano dietro di sé anche una lunga scia di omicidi, tra cui si contano quelli di quattro poliziotti, un medico e un impiegato di banca. Nel medesimo periodo avviene inoltre un'ulteriore evoluzione nell'attività criminale del gruppo, con il passaggio dall'esecuzione delle sole rapine, a quello dei sequestri di persona, che in tutto saranno quattro, di cui due mai denunciati. Una delle sue vittime è Emanuela Trapani, figlia di un imprenditore milanese, che viene tenuta segregata per circa un mese e mezzo, dal dicembre 1976 al gennaio 1977, per poi essere liberata dietro il pagamento di un riscatto di un miliardo di lire.

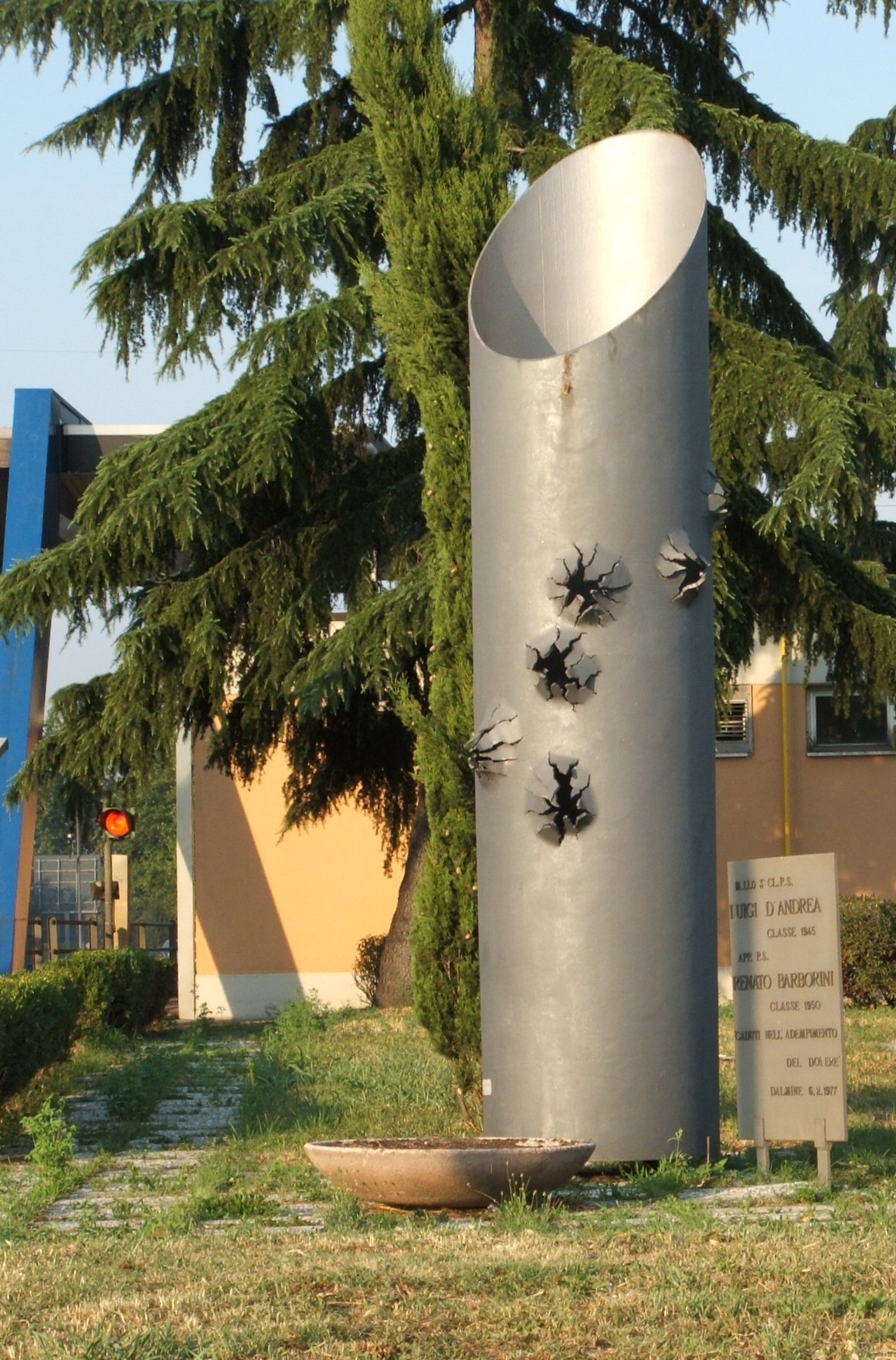
Il monumento alla memoria dei due poliziotti uccisi il 6 febbraio 1977 presso il casello autostradale di Dalmine

A questo episodio criminoso, il 6 febbraio 1977, fa subito seguito l'uccisione di due uomini della polizia stradale, che, in un posto di blocco ad un casello autostradale nei pressi di Dalmine, fermano per un controllo la macchina su cui Vallanzasca viaggia insieme a Michele Giglio e Antonio Furiato; ne segue uno scontro a fuoco in cui perdono la vita sia Antonio Furiato che gli agenti Luigi D'Andrea e Renato Barborini e in cui Vallanzasca stesso viene colpito. Ferito e braccato, Vallanzasca cerca rifugio a Roma, ma dopo pochi giorni, il 15 febbraio 1977, tre mesi prima del suo ventisettesimo compleanno, viene rintracciato e catturato in un covo situato nei pressi di via Cassia, nel quale beneficiava della copertura di una complice.
Il 14 luglio 1979 sposa Giuliana Brusa, una delle tante ammiratrici che gli scrivono, nel carcere di Rebibbia. Come suo testimone di nozze, durante il matrimonio, sceglie il criminale del clan dei marsigliesi Albert Bergamelli e come "compare di anelli" proprio l'ex nemico Francis Turatello, a suggello di un'alleanza con quest'ultimo. Due anni più tardi, trovandosi ancora in carcere, Turatello verrà ucciso da Pasquale Barra, Vincenzo Andraous, Antonino Faro e Salvatore Maltese, che lo accoltelleranno ripetutamente fino a sventrarlo; ancora oggi sono oscure le ragioni di un'esecuzione dalle modalità così efferate e cruente.
Nel frattempo, il 28 aprile 1980, Vallanzasca si rende protagonista di un nuovo, eclatante tentativo di evasione dal carcere milanese di San Vittore. Durante l'ora d'aria compaiono in mano ai detenuti tre pistole, introdotte misteriosamente. Un gruppo di carcerati, tra i quali vi è Vallanzasca, riesce a farsi strada tenendo in ostaggio il brigadiere Romano Saccoccio. Ne segue una sparatoria per le vie di Milano che prosegue persino all'interno del tunnel della metropolitana. Vallanzasca, nuovamente ferito, viene ricatturato assieme ad altri nove compagni di fuga.

### Gli anni '80: l'omicidio in carcere di Loi e i rapporti con Cutolo
Nella prigione di Novara, nel 1981, Vallanzasca contribuisce a fomentare un'ennesima rivolta carceraria durante la quale vengono uccisi alcuni collaboratori di giustizia. Fra questi vi è anche un giovane membro della sua banda, Massimo Loi. La vittima, poco più che ventenne, aveva deciso di abbandonare definitivamente la vita criminale, come ricorda anche Achille Serra, per iniziarne una nuova. Loi, un tempo legato da un rapporto fraterno a Vallanzasca, si era distaccato e aveva deciso di pentirsi, collaborando con la polizia e quindi accusato di essere un delatore e una spia. Vallanzasca, aiutato da alcuni suoi compagni di prigionia, armatosi di coltello, approfittò della rivolta in atto per vendicarsi e non dare modo al ragazzo di lasciare il penitenziario vivo: dopo averlo raggiunto all'interno di una cella, Vallanzasca lo colpì ripetutamente al petto con il coltello. Avrebbe poi infierito con ulteriori atrocità sul corpo del giovane ormai esanime, arrivando a decapitarlo e infine a giocare a pallone con la sua testa.
Della morte di Loi, Vallanzasca negò per decenni la responsabilità diretta e lo sfregio del corpo. Anche in un'intervista concessa a L'Europeo il 2 aprile 2006, ribadì la propria estraneità e il legame d'affetto che aveva con il ragazzo, adducendo come testimonianza diretta e a favore, quello che il noto criminale Vincenzo Andraous avrebbe riportato nel proprio libro di memorie, nelle quali quest'ultimo, tra le molte atrocità di cui si dichiara colpevole, si assunse un ruolo nell'efferata vicenda (Andraous verrà infatti condannato in quanto partecipe come uno degli assassini del Loi); queste dichiarazioni contraddicono però anche la stessa autobiografia, Il fiore del male. Bandito a Milano, che Vallanzasca scrive attraverso la testimonianza raccolta da Carlo Bonini, giornalista del quotidiano la Repubblica. Nel 2010, infine, all'interno di un nuovo libro biografico scritto insieme a Leonardo Coen, lo stesso Vallanzasca ammise il proprio delitto, descrivendo nei particolari anche i motivi (tra i quali una violenta rapina ai danni dei suoi genitori) e il modo in cui era compiuto.
(Leonardo Coen, L'ultima fuga)
Nonostante tutto però, Vallanzasca continua a negare di aver avuto un ruolo nella decapitazione e nel vilipendio del corpo del giovane, cosa invece in qualche modo confermata dalla confessione di Andraous.
Nel 1983 numerosi pentiti della camorra accusano Vallanzasca di essere affiliato alla Nuova Camorra Organizzata di Raffaele Cutolo: secondo Raffaele Catapano (l'ex "boia delle carceri" dei cutoliani), i rapporti tra Vallanzasca e Cutolo (entrambi detenuti nel carcere di Ascoli Piceno) erano stati inizialmente alquanto tesi, tanto che il boss camorrista lo avrebbe schiaffeggiato. Questo fatto, raccontato dal pentito Giovanni Pandico, viene chiarito dallo stesso Renato Vallanzasca, che durante il maxi processo NCO afferma di aver avuto inizialmente un confronto col boss camorrista Procida, che avrebbe colpito il Bel René con uno schiaffo e un pugno sulla schiena, per poi essere richiamato da Raffaele Cutolo, che avrebbe schiaffeggiato ripetutamente Procida affermando di non toccare detenuti al di fuori dei loro affari, opzione valida solamente se a farlo fosse stato Cutolo stesso. A quel punto il boss NCO avrebbe preso da parte Vallanzasca dicendogli che dopo questo disagio avrebbe avuto delle soddisfazioni. Dopo questo primo episodio, Vallanzasca racconta di aver avuto un secondo incontro con Raffaele Cutolo e un altro detenuto. In barberia, all'arrivo di Cutolo, il bandito milanese avrebbe chiesto quando sarebbero arrivate queste promesse soddisfazioni. Cutolo a quel punto, secondo il racconto di Vallanzasca, sentendosi sfidato, avrebbe tirato uno schiaffo sul suo viso. Da questo gesto nasce una colluttazione, da cui Cutolo esce con un occhio "segnato" (come afferma il milanese al processo) e un polso rotto, dato quest'ultimo effettivamente provato. Non si sa cosa sia successo in quella stanza, ma i dati oggettivi e le affermazioni su cui tutti sembrano essere d'accordo ci raccontano che lo schiaffo è effettivamente avvenuto e che probabilmente in quelle circostanze Raffaele Cutolo potrebbe aver avuto la peggio, dunque confermando la tesi di Vallanzasca.
Giovanni Pandico in seguito dichiarò:
Per questi motivi Vallanzasca viene rinviato a giudizio nel famoso maxiprocesso contro gli affiliati alla NCO (passato alla storia come "processo Tortora" perché tra i numerosi imputati figurava ingiustamente il noto presentatore televisivo Enzo Tortora) insieme alla moglie Giuliana Brusa, accusata di avergli procurato armi all'interno del carcere. Vallanzasca, messo a confronto in aula con i pentiti che lo accusano, nega qualsiasi rapporto con Cutolo e aggredisce verbalmente i suoi accusatori. Inizialmente condannati, il "bel Renè" e la moglie vengono infine assolti perché non era sufficientemente provata la loro appartenenza all'organizzazione cutoliana. A processo Vallanzasca afferma di non aver bisogno di camorristi per procurarsi armi da usare per evadere.

### L'evasione del 1987
Dopo la vicenda di tale rivolta, viene condannato al regime di carcere duro. Riesce però ad evadere nuovamente, il 18 luglio 1987, scappando rocambolescamente attraverso un oblò del traghetto che da Genova avrebbe dovuto portarlo al carcere di Nuoro in Sardegna, eludendo il controllo dei cinque carabinieri di scorta, tutti con meno di 25 anni, che vengono successivamente condannati da un tribunale militare. Ricercato, latitante senza supporto e denaro, il 7 agosto 1987 viene fermato a un posto di blocco a Grado, dopo aver soggiornato alcuni giorni nella rinomata località turistica, mentre cerca di raggiungere Trieste. Nel settembre 1990 divorzia da Giuliana Brusa.

### La tentata evasione del 1995
Tornato in galera, tenta un'altra volta la fuga, nel 1995, questa volta dal carcere di Nuoro. Per questo tentativo di evasione viene sospettata e accusata di averlo aiutato la sua stessa legale, con la quale si dice che Vallanzasca avesse stretto un forte legame che sarebbe andato oltre il semplice rapporto professionale. Dal 1999 è rinchiuso nella sezione dell'alta sicurezza del carcere di Voghera.

### Gli anni 2000: le richieste di grazia respinte, il regime di semilibertà revocato, le richieste di libertà condizionale negate e il trasferimento in una casa di cura
All'inizio del mese di maggio 2005, dopo aver usufruito di un permesso speciale di tre ore per incontrare l'anziana madre, ha formalizzato la richiesta di grazia, inviando una lettera al ministro di grazia e giustizia e al magistrato di sorveglianza di Pavia. Nel luglio del 2006 la madre Maria ha scritto al presidente della Repubblica Carlo Azeglio Ciampi e al ministro della giustizia Clemente Mastella chiedendo la grazia per il figlio. Il 15 settembre 2007 gli viene notificata la mancata concessione della grazia da parte del capo dello Stato: Vallanzasca continuerà quindi a scontare la sua pena nel carcere di Opera a Milano. Alcuni, tra cui il giornalista Massimo Fini, hanno continuato a chiedere pubblicamente la grazia per il bandito negli anni seguenti.
In questo periodo ha reso dichiarazioni spontanee, poi effettivamente verificate, su un eventuale "complotto" di un clan camorristico ai danni del ciclista Marco Pantani, deceduto nel 2004, al fine di ottenerne la squalifica alterando un controllo antidoping nel Giro d'Italia 1999. Celebre la lettera di Vallanzasca alla madre del ciclista, Tonina, dell'8 novembre 2007, le interviste ad alcuni giornalisti e le testimonianze rese in aula di tribunale nel 2014 e nel 2015. In breve Vallanzasca sostenne che un suo amico, habitué delle scommesse clandestine, lo abbia avvicinato cinque giorni prima della squalifica di Madonna di Campiglio, consigliandogli di scommettere sulla sconfitta di Pantani per la classifica finale e assicurandogli che «il Giro non lo vincerà sicuramente lui».
L'8 maggio 2008 viene data la notizia del matrimonio con la sua amica d'infanzia Antonella D'Agostino. Il matrimonio è stato formalizzato con rito civile il 5 maggio 2008. In questo periodo ha tenuto un blog su Internet tramite interposta persona.
A partire dall'8 marzo 2010, Vallanzasca può usufruire del beneficio del lavoro esterno. Gli viene concesso di uscire dal carcere alle 7.30 per lavorare e rientrarvi alle 19.00. Ha prestato servizio in una pelletteria, che è anche una cooperativa sociale nel milanese, e ha lavorato in un negozio di abbigliamento a Sarnico in provincia di Bergamo. Il 30 maggio 2011 il tribunale di Milano ha sospeso Vallanzasca dal beneficio del lavoro esterno perché il bandito aveva violato le regole di utilizzo del beneficio, in particolare incontrandosi segretamente con una donna; inoltre, sempre nel mese di maggio 2011, la Corte di cassazione ha condannato Vallanzasca a rimborsare allo Stato le spese di mantenimento in carcere. Nel febbraio 2012 ha riottenuto il beneficio di poter lavorare all'esterno del carcere, come magazziniere. Perde dopo poco il lavoro per una protesta popolare che non voleva il bandito così vicino alla famiglia dell'agente Barborini ucciso nello scontro a fuoco di Dalmine. Nel dicembre 2012 ha riottenuto il permesso di lavoro esterno presso una ricevitoria.
Con il gruppo camorristico dei Perfetto, nato dal disciolto clan La Torre di Mondragone, Renato Vallanzasca stava per mettere in piedi un commercio di mozzarelle a Milano: il progetto però non si concretizzò anche a causa della revoca del permesso di lavoro giunto il 22 agosto 2012 dopo le note polemiche legate alla notizia della sua assunzione in un negozio di abbigliamento di Sarnico, in provincia di Bergamo.
Il 13 giugno 2014, intorno alle ore 20, durante il regime di semilibertà concessogli dal carcere di Bollate, tenta di taccheggiare un supermercato di Milano; arrestato dai carabinieri, viene processato per direttissima per il reato di rapina impropria. Per questo fatto, il 14 novembre seguente viene condannato a 10 mesi di reclusione più 330 euro di multa con l'accusa di tentata rapina impropria aggravata. Con questa nuova condanna, Vallanzasca rischia di non ottenere più benefici durante la detenzione. Nella sua "carriera criminale" è stato condannato, complessivamente, a quattro ergastoli e 295 anni di reclusione.
Vallanzasca dovrà scontare la pena sempre in cella per tutta la sua vita e senza più alcun beneficio, perché non ha mai «chiesto perdono» né risarcito i familiari delle vittime «o posto in essere condotte comunque indicative di una sua effettiva e totale presa di distanza dal vissuto criminale». Tale decisione è stata presa il 18 aprile 2018 dal tribunale di sorveglianza di Milano, che ha respinto le richieste di liberazione condizionale e di semilibertà dell'ormai ex boss della Comasina. A nulla è valso per la sua difesa, rappresentata dal legale Davide Steccanella, valorizzare una relazione del carcere di Bollate, dove è detenuto, firmata da un'équipe di esperti e nella quale si segnalava il «cambiamento profondo», «intellettuale ed emotivo» di Vallanzasca, specificando che «non potrebbe progredire» continuando a stare in cella, dopo 46 anni di detenzione.
La stessa casa di reclusione, infatti, consigliava la concessione della liberazione condizionale, ossia di dargli la possibilità di finire di scontare la pena fuori dal carcere in libertà vigilata. Per i giudici, invece, l'intero «percorso» del malavitoso «è stato connotato da involuzioni trasgressive imputabili» alla sua «personalità» e non è «possibile ravvisare» in lui quel «requisito del sicuro ravvedimento» previsto dalla legge per la libertà condizionale. Il Tribunale ha valutato, poi, in linea col sostituto pg Antonio Lamanna, come nemmeno la favorevole relazione della direzione del carcere fosse riuscita «ad individuare presupposti di ravvedimento». Parlava, infatti, spiega il collegio, di un «adeguato livello di ravvedimento», espressione che rinforza la «convinzione che tale ravvedimento non vi sia».
Nell'ottobre del 2018 Antonella D'Agostino ottiene il divorzio consensuale, dopo dieci anni di matrimonio.
Negli anni successivi gli vengono negate a più riprese sia la libertà condizionale sia la semilibertà dai tribunali di competenza «per non essersi mai ravveduto, per non aver risarcito le vittime e per via del carattere intemperante».
Nel settembre 2024, dopo aver trascorso complessivamente 52 anni in carcere, viene trasferito dal penitenziario di Bollate a una RSA a causa di una grave forma di decadimento cognitivo.

## Cultura di massa
- Vallanzasca - Gli angeli del male, regia di Michele Placido (2010).
- Vallanzasca. Il romanzo non autorizzato del nemico pubblico numero uno, Newton Compton Editori, romanzo di Vito Bruschini (2011).
- Il caso Enzo Tortora - Dove eravamo rimasti?, regia di Ricky Tognazzi – miniserie TV (2012).
- La mala. Banditi a Milano, regia di Chiara Battistini e Paolo Bernardelli – docu-serie di 5 puntate (2022).
- Renè & Francis - Emis Killa, Jake la Furia (2020) brano musicale in cui il personaggio di Vallanzasca viene raccontato insieme a Francis Turatello.